# Chiesa di Sant'Ulderico (Pordenone)
La chiesa di Sant'Ulderico è la parrocchiale di Villanova, frazione di Pordenone, in provincia di Pordenone e diocesi di Concordia-Pordenone; fa parte della forania di Pordenone.

## Storia
In origine Villanova dipendeva dalla pieve dei Santi Ilario e Taziano di Torre, ma nel 1278 passò alle dipendenze del duomo di San Marco di Pordenone.
Tuttavia, la prima citazione di un luogo di culto in paese è contenuta in un documento datato 31 agosto 1292 su una donazione di Wecello, capitano di Pordenone.
Nel XIV secolo la chiesa fu dotata dell'abside; l'erezione a parrocchiale venne decretata nel 1542, con territorio dismembrato dalla pievania di San Marco, mentre nel XVII secolo si provvide a realizzare le due cappelle laterali.
In ossequio alle norme postconciliari, nel 1990 il luogo di culto fu dotato dell'ambone e dell'altare rivolto verso l'assemblea; successivamente, nel 2009 venne condotto un generale restauro e nel 2017 il manto di copertura venne risistemato.

## Descrizione

### Esterno
La facciata a capanna della chiesa, rivolta a occidente, presenta centralmente il portale d'ingresso a tutto sesto, affiancato da due finestrelle e sovrastato dal rosone.
Il fianco meridionale è adornato da un affresco avente come soggetto San Cristoforo, eseguito da Giovanni Antonio de' Sacchis.
Annesso alla parrocchiale è il campanile, che si erge su un alto basamento a scarpa; la cella presenta su ogni lato una monofora protetta da balaustra ed è coperta dal tetto a quattro falde.

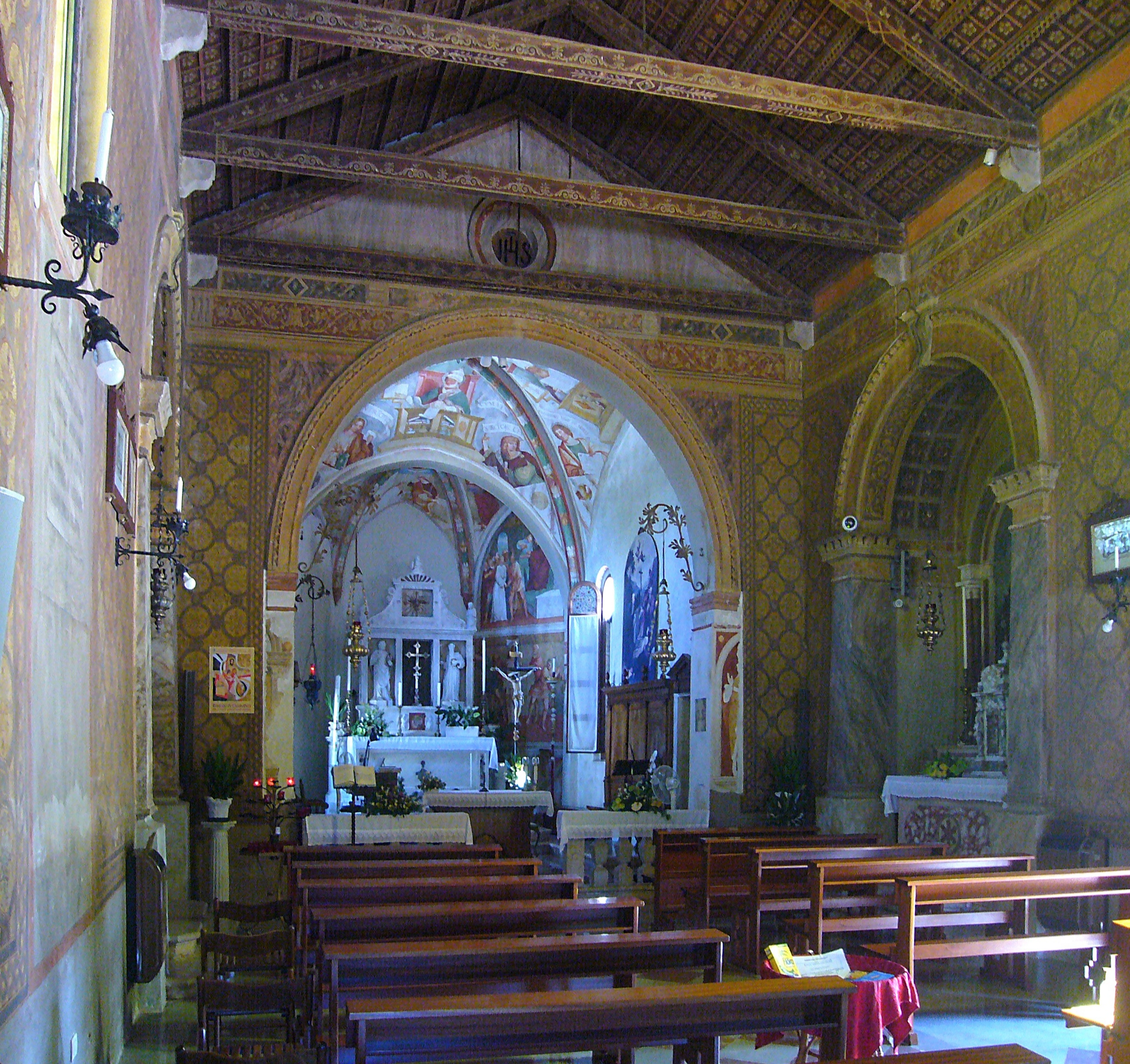
L'interno

### Interno
L'interno dell'edificio, abbellito da motivi floreali in stile liberty, si compone di un'unica navata, sulla quale si affacciano le cappelle laterali, introdotte da archi a tutto sesto e le cui pareti sono decorate da finte lesen sorreggenti capriate che sostengono il tetto; al termine dell'aula si sviluppa il presbiterio, rialzato di alcuni gradini, coperto dalla volta a crociera e chiuso dall'abside poligonale.
Qui sono conservate diverse opere di pregio, tra le quali gli affreschi raffiguranti Scene della vita di Gesù e Profeti, Dottori della Chiesa, santi ed Evangelisti realizzati tra il 1514 e il 1515 da Giovanni Antonio de' Sacchis, e l'altare costruito da Giovanni Antonio Pilacorte.